# 완비 뚜언아인
응우옌 뚜언아인(Nguyễn Tuấn Anh, 1987년 1월 9일 – 2013년 7월 21일)은 예명 완비 뚜언아인(WanBi Tuấn Anh)으로 더 잘 알려진 베트남 가수, 작곡가, 배우, 모델이다. 그는 2009년 란 송 싸인에서 투 투이와 함께 "유망 가수"상을 수상했다. 완비의 노래는 주로 팝과 R&B이다.
그는 VTM, 호아 혹 쩌, 믁 띰, 테 지어이 혹 드엉과 같은 십대 잡지의 표지 모델로 처음 알려졌으며, 패션 브랜드 잭 코브라의 전속 모델이었다. 그는 또한 유명한 텔레비전 진행자였고 많은 광고에 출연했다. 그는 텔레비전 시리즈 《아오 끄어이 티엔 드엉》과 영화 《봉 마 혹 드엉》에 출연했다. 그의 최고의 노래는 "도이 맛"(눈), "쩌 엠"(널 위해), "붓 맛"(사라지다)이다.

## 개인 정보
완비의 취미는 영화 보기, 만화 읽기, 사진 찍기, 밀크티 마시기였다. 그가 가장 좋아하는 가수들은 크리스티나 아길레라, 왕리훙, 우타다 히카루와 미떰이었다. "완비 뚜언아인"의 의미에 대해 그는 "집에서 제 이름은 비인데, 제가 자라면 다시는 비라고 불리지 않아야 하므로 채팅용으로 흔치 않은 닉네임을 만들었어요. 완비를 선택했는데, 이 이름은 아무 의미가 없지만 제게는 좋게 들려요. 나중에 완비 뚜언아인이라는 예명으로 노래를 시작했어요"라고 설명했다.
완비는 불교 신자였고, 그의 법명은 "민 투"였다.

## 삶과 경력

### 초기 활동
응우옌 뚜언아인은 1987년 1월 9일 베트남 호찌민시에서 연예계에 종사하는 사람이 없는 가정에서 태어났다. 12세 무렵, 그는 뚜오이 째 극단에 3개월간 참여했다. 고등학교에서는 쯩 브엉 고등학교에서 공부했다. 뚜언아인은 당시 짧은 시간 안에 주목을 받는 것이 학업에 약간 소홀하게 만들었다고 회고했다. 12학년 때, 가족이 그의 학업을 걱정하여 가족은 그를 부이 티 쑤언 고등학교로 전학시켰다. 한 회사가 그에게 새 밴드에 합류할 것을 제안했지만, 뚜언아인은 자신이 음악에 맞지 않고 국가고시에 집중하고 싶다고 밝히며 거절했다. 고등학교 졸업 후, 그는 부모님께 디자인 공부를 하기 전에 휴식을 취하게 해달라고 부탁했다. 이것이 뚜언아인을 전문 가수로 이끈 전환점이었다.

### 시작
2005년, 뚜언아인은 호찌민 영화제가 개최한 "2005년 유망 배우" 대회에서 "인상적인 얼굴"로 첫 수상 경력을 쌓았다. 1년 후, 그는 "VTN" 핫 브이틴 상을 수상했다. 그는 호찌민시 케이블 텔레비전 센터가 주최한 "당신의 비디오 클립" 콘테스트에 참가하여 직접 작곡하고 처음 선보인 두 곡 "쩌 엠"과 "뜬 응아이 꾸아"를 통해 관객에게 깊은 인상을 남겼다.
이 시기, 그의 노래 "쩌 엠"은 개인 블로그에 올린 후 빠르게 퍼졌다. 뚜언아인은 여러 중학교에서 공연 초대를 받기 시작했고, 많은 젊은이들이 그를 위한 팬덤을 형성하기도 하여 전문 가수가 되겠다는 생각이 시작되었다. 뚜언아인은 자신의 목소리가 뛰어나지 않다는 것을 알았지만, 작곡 능력이 있고 십대 모델 역할을 통해 알려졌다는 이점이 있었다. 그는 3년간 노래를 시도하고 실패하면 공부로 돌아가기로 결정했다.

### 데뷔 앨범
2008년 1월 18일, 사이공의 찻집에서 미니 콘서트를 열면서 그의 전문 가수 경력이 시작되었다. 2008년, 뚜언아인은 가수 똑띠언과 함께 "켐 저우 띤 예우"라는 노래에 참여했다. 이 노래는 젊은이들 사이에서 인기를 얻어 많은 음악 차트에 진입했고, 노래가 인터넷에 빠르게 확산되면서 완비 뚜언아인이라는 이름이 음악계에 퍼졌다. 2008년 말, Ya! 엔터테인먼트의 전속 가수로 완비는 데뷔 앨범인 《WANBI0901》을 발매했으며, 이 앨범에는 9곡이 수록되어 있었다. 그중 4곡은 응우옌 홍 쑤언, 응우옌 하이 퐁, 리에우 흥이 독점적으로 구매한 곡이었고, 5곡은 그가 직접 작곡한 발라드, R&B, 얼터너티브 록 스타일의 곡이었다. 작곡가 부 꾸옥 빈은 앨범 《WANBI0901》이 당시 최초의 제대로 된 앨범 중 하나였다고 평가했다. R&B 스타일의 노래 "도이 맛"은 큰 반향을 일으켰다. 이 노래는 "란 송 싸인", "징 톱 송", "예! 카운트다운"과 같은 차트에서 1위를 차지했다. 그가 앨범에서 투이 찌와 함께 부른 노래 "쩌 엠"은 가장 많이 들린 노래 목록에서 빠르게 1위를 차지했다.

### 2009년: 듀엣 앨범, 란 송 싸인 상, 영화
2009년 6월 8일, 미국 유학을 떠난 친구 똑띠언을 대신하여 앨범 《쭈옌 띤 브엇 터이 잔》을 발매했는데, 이 앨범에는 "켐 저우 띤 예우", "즈 바오 짜이 띰", "티엔 드엉 낭 마이"와 같은 첫 공개 곡들과 다양한 스타일로 재해석된 기존 곡들이 수록되었다. 앨범 제작 아이디어는 친구 생일을 축하하기 위해 팬들과 노래방에 갔을 때 완비 뚜언아인과 똑띠언이 우연히 인기 곡들을 듀엣으로 부르면서 친구의 제안으로 시작되었다. 앨범은 응우옌 하이 퐁의 23도 스튜디오에서 두 달 만에 제작되었다. 옛 음악을 부르는 것에 대해 완비는 "이 앨범은 즉흥적인 노래입니다. (...) 완비는 단지 관객의 취향을 바꾸고 더 많은 관객에게 확장하고 싶었을 뿐입니다. (...) ."라고 말했다. 또한 6월 8일, 그의 데뷔 앨범 《Wanbi 0901》은 6월 골드 앨범 부문에서 "가장 인기 있는 앨범" 상을 수상했다. 2009년 말, 완비와 여가수 투 투이가 "란 송 싸인에서 인상적인 얼굴" 상을 수상하면서 완비에게 성공이 찾아왔다. 같은 해, 그는 영화 《아오 끄어이 티엔 드엉》에 게스트 역할로 출연하며 영화계에 진출했다.

### 2010년: 《탕 (#)》과 《밧 송 깜 쑤억》
2010년, 완비 뚜언아인은 직접 작곡한 곡들이 담긴 2집 앨범 《탕 (#)》을 발매했다. 그는 사랑에 대해서만 쓰는 것을 넘어 삶의 다양한 주제들을 실험했다. 앨범의 음악 스타일은 독특하게 생각을 자극하지만 색깔은 다르다. 이 앨범의 작업에 대해 완비는 자신이 전문 음악가가 아니었기 때문에 도전이었다고 말했다. 그는 20곡 이상을 작곡하고 이 앨범을 위해 최고의 10곡을 선택해야 했다. 앨범의 사운드트랙은 1년 넘게 작업되었다. 동니의 랩 피처링이 담긴 "짭 깐"은 그들이 함께 노래하는 첫 번째 곡이기도 하다. 또한 2010년, 그는 레 바오 쯩 감독의 영화 《봉 마 혹 드엉》(이전 제목은 《혼 마 시에우 꽛》)에 참여하기로 결정했는데, 이 영화는 베트남에서 3D 카메라로 제작된 첫 번째 영화였다. 이 영화에서 그는 작가 남 린(호아이 린이 연기)의 아들인 민 꿘 역을 맡았는데, 가난하고 소심하며 약간 순진한 학생으로 십대 유령에게 쫓긴다.
2010년 9월, 완비는 모비폰이 후원한 DVD 싱글 《밧 송 깜 쑤억》을 발매했으며, 《밧 송 깜 쑤억》의 뮤직 비디오는 널리 공개되어 젊은이들에게 뜨거운 반응을 얻었다. "이것은 제가 MV의 모든 대본을 직접 쓴 첫 번째 경험입니다. 특히 완비의 팬클럽 회원들은 MV에서 가장 멋진 쇼를 위해 며칠 동안 안무 연습에 매달렸습니다."라고 완비는 말했다

### 2011년: 《저우 벳》, 《화 껀 므아》, 《파이 람 테 나오》
2011년 3월 8일, 그는 강하늘과 함께 자신의 뮤직 비디오 《저우 벳》을 발매했다. 이는 2010년 "붓 맛"의 속편으로, 빠르게 차트에 진입하여 그의 새로운 히트곡이 되었다. 그는 또한 베트남에서 이전 시리즈의 속편을 촬영하는 것을 개척했다.
2011년 중반에 공개된 MV 《화 껀 므아》는 먼지투성이의 가죽 이미지와 다른 때와 다르게 빗어 올린 머리 모양으로 완비가 완전히 변모한 모습을 보여주었다. 완비는 미우 레와 함께 MV에 출연했지만, MV는 그가 기대했던 만큼 성공적이지 못했다.
2011년 11월 11일, 완비는 MV 《파이 람 테 나오》를 발매했다. 이는 C-Pop 사운드와 듣기 쉬운 가사로 그가 작곡한 곡으로, 2011년 말 그의 히트곡이 되는 데 도움이 되었다.

### 2012년: 《띰 터이》, 《텃 롱 아인 씬 로이》, 《끼 으억 쫀 싸우》
2012년 초, 3부작의 마지막 부분이자 《저우 벳》의 속편인 MV 《띰 터이》가 발매되었다. 이 곡을 위해 댄스 버전과 스토리 버전 두 개의 MV가 촬영되었다.
연중 중반부터 2012년 8월까지 완비는 두 개의 MV 《텃 롱 아인 씬 로이》와 《끼 으억 쫀 싸우》를 발매했다. 《텃 롱 아인 씬 로이》에서 완비는 내레이터 역할을 맡았고, 삽화는 그의 여동생 뀐 미와 절친한 친구 VJ 더스틴 응우옌이 담당했으며, 《끼 으억 쫀 싸우》에서는 다시 강하늘과 함께 출연했는데, 이것은 또한 그의 가수 경력의 마지막 MV이기도 하다.

### 질병
2012년 10월, 완비 뚜언아인은 노래 활동을 중단한다고 발표했으며, 완비는 척삭종암의 부작용으로 시력이 저하되었다고 밝혔다. 그의 의사에 따르면, "이 질병은 매우 희귀하며, 발생 확률은 100만 명 중 1명입니다." 완비는 아버지가 돌아가신 후 4년 전에 진단을 받았으며, 회복을 희망하며 싱가포르를 여러 번 방문하고 그곳의 유명 의사들에게 여러 차례 수술을 받았다고 말했다.
2012년 11월 1일 저녁, 많은 예술가들이 호찌민시 사원(호찌민시)에서 "깜 언"의 밤을 개최하여 치료를 위한 기부금을 모금했으며, 10억 VND을 모금했다. 가수 호응옥하의 뮤직 비디오 "깜 언"은 15명의 예술가들의 참여로 시작되었으며, zing.vn 사이트에서 1억 VND에 구매되었다. 11월에 노래 다운로드로 얻은 모든 수익은 완비 뚜언아인을 지원하는 데 기부되었다.
2012년 11월 11일, 호찌민시 청년 문화의 집에서 열린 "투이의 꿈을 계속 쓰다" 음악의 밤 행사에서 완비 뚜언아인은 건강이 좋지 않았음에도 불구하고 이 행사에 참석하기 위해 최선을 다했다. 그는 또한 행사장에 참석한 관객들과 아이들에게 자신의 상태를 털어놓았다. 완비는 싱가포르에서 막 수술을 받았고 그의 상태가 그리 긍정적이지 않았음에도 불구하고, 완비는 여전히 낙천주의와 삶의 기쁨을 보여주었으며, 암 환자들에게 더 많은 자신감과 힘을 주기 위해 "투이의 꿈" 장학 기금에 일정 금액을 기부하기도 했다.
2012년 11월 13일 뉴스에서 완비 뚜언아인은 자신의 상태에 대해 재치 있는 고백을 공유했다. "이 종양은 마치 평생 함께 살아야 하는 '작은 친구'와 같아서, '그'에게 이런저런 것을 가지고 놀지 말라고 말할 방법을 찾을 수밖에 없고, 완전히 파괴할 수는 없습니다." 그는 고백했다. "저에게는 각 치료가 끈질긴 전투와 같습니다. 제가 이길 수 있을지는 모르겠지만, 끝까지 싸워야 합니다." 힘든 치료 과정에 대해 뚜언아인은 "이 종양 때문에 저는 여러 번 위험한 수술을 받아야 했습니다. 수술대에 누울 때마다 마취가 시작되기 전에 항상 스스로에게 '싸워야 한다!'고 말합니다. 제가 가장 두려워하는 것은 저 자신이 아니라 가족의 불안과 절망입니다."라고 털어놓았다. 치료 과정의 고통과 두려움을 극복할 수 있게 해주는 힘이 무엇이냐는 질문에 그는 "아플 때 더 침착해지고, 더 많이 생각하고 명확해집니다. 한 가지는 '비관적이고 부정적인 생각을 하면 아무것도 해결할 수 없고, 사랑하는 사람들을 더 걱정하게 만든다'는 것입니다. 그래서 저는 항상 자신에게 낙천적이고 병과 끝까지 싸우라고 격려합니다. 저는 저의 이야기가 같은 상황에 있는 많은 사람들에게 조금이나마 힘이 되기를 바라며 공유합니다."라고 말했다.

### 사망
2013년 7월 20일 자정, 완비의 가족은 그가 고열과 호흡 곤란을 겪어 가능한 한 빨리 병원으로 옮겨야 했기 때문에 그를 병원으로 데려갔다. 그의 요청에 따라 다음날 아침 집으로 옮겨져 인공호흡기를 부착했다. 7월 21일 오후, 그는 자발적으로 호흡을 멈추고 뇌사 판정을 받아 오후 4시경 의사들이 인공호흡기를 제거했다. 뚜언아인은 2013년 7월 21일 오후 4시 23분, 26세의 나이로 사망했다.
그의 장례식은 2013년 7월 24일 오전에 호찌민시 1군 다까오 구역에 있는 완비 뚜언아인의 자택에서 흰색과 파란색으로 치러졌다. 그가 생전에 요청한 대로, 그의 시신은 화장을 위해 빈흥호아 공동묘지의 화장터로 옮겨졌다. 그의 유해는 푸뉴언 지구의 한 사찰로 옮겨져 아버지 옆에 안치되었고, 유골은 그가 MV "밧 송 깜 쑤억"을 촬영했던 푸미 다리에서 사이공 강에 뿌려졌다.

### 《밧 더우 뜨 못 껫 툭》과 마지막 앨범
그의 27번째 생일을 맞아 자서전 《밧 더우 뜨 못 껫 툭》이 출간되었다. 이 책은 완비가 4년 동안 병과 싸우면서 노래를 부른 여정을 담고 있으며, 저널리스트이자 완비의 매니저였던 리 민 뚱이 썼다. 이 자서전은 2009년에 시작되었으나 중단되었고, 그의 장례식 후 일주일 만에 다시 이어졌다.
그의 자서전과 함께 마지막 앨범인 《누 끄어이 껀 마이》가 발매되었는데, 여기에는 완비가 녹음했지만 아직 발매하지 않은 많은 곡들이 포함되어 있었다. 자서전과 앨범의 모든 수익금은 완비 뚜언아인의 캄 언 기금에 기부되어 앙헬 연구소의 어려운 아이들을 돕는 데 사용되었다.

### 평가
많은 기자와 예술가들에 따르면, 완비 뚜언아인은 책임감 있고 착하며 예의 바른 가수였다. 어떤 직업이든 완비는 매우 책임감이 있었다. 많은 사람들에게 완비는 "인상을 찌푸리지 않는 사람"이었다. 아버지의 죽음 이후, 뚜언아인은 가장이 되어 어머니를 부양하고 여동생을 키우기 위해 끊임없이 일했다.
완비의 어머니에 따르면, 그는 의사가 종양이 희귀병이고 치료하기 어렵고 5년밖에 살 수 없다고 말했을 때도 매우 침착했고 불평하지 않았다고 한다. 가족 모두가 극도로 혼란스러워하는 동안에도 말이다. 완비는 항상 자신의 병을 간단하게 설명했다. 그는 어떤 친구에게도 병의 심각성을 알리지 않았다. 2011년 말, 병세가 악화되어 완비의 오른쪽 눈이 흐려졌을 때, 그는 머리카락으로 오른쪽 눈을 가렸고, 많은 기획자나 팬들이 그의 눈에 무슨 일이 생겼는지 물었지만, 완비는 숨기고 눈이 아파서 머리카락으로 가렸다고 대답했다. 완비는 팬들이 그를 불쌍히 여기거나 걱정하는 것을 원치 않았다.

## 음반 목록

### 정규 앨범
- WANBI0901 (2008)
- Chuyện Tình Vượt Thời Gian (with 똑띠언) (2009)
- 탕 (#) (2010)
- Nụ cười Còn Mãi Vol. Cuối (2014)

### 컴필레이션 앨범
- Khúc Ca Cho Em (2014)

### 싱글
- "붓 맛" (2010)
- "밧 송 깜 쑤억" (2010)
- "저우 벳" (2011)
- "띰 터이" (2012)
- "텃 롱 아인 씬 로이" (2012)
- "끼 으억 쫀 싸우 (2012)
- "깜 언" (2012)

### 뮤직 비디오
| - "도이 맛" - "Loving You" - "붓 맛" - "붓 맛 (ver. 2.0)" - "동 트 꾸오이" - "Let Go" - "Let Go" (English version) - "밧 더우 뜨 못 껫 툭" | - "밧 송 깜 쑤억" - "저우 벳" - "닙 띰" (with 강하늘) - "뎀 띤 년" (with 강하늘) - "화 껀 므아" - "파이 람 테 나오" - "끼 으억 쫀 싸우" (with 강하늘) - "깜 언" - "텃 롱 아인 씬 로이" - "누 끄어이 껀 마이" - "띰 터이 (dance ver.)" - "띰 터이 (story ver.)" |

## 완비 뚜언아인의 작곡
완비 뚜언아인은 한때 "저는 제가 음악가라고 감히 인정하지 않아요. 저는 그저 감성적인 작곡가일 뿐입니다. 제 작품에서는 사랑에 대해서만 이야기하는 것이 아니라 말로 표현할 수 없는 제 속마음과 감정들을 전달합니다. 그것은 가족에 대한 저의 감사, 풀리지 않는 고통, 친구, 동료, 관객 등에 대한 저의 감사입니다. 가장 우울하고 절망적인 순간에 음악은 저에게 희망과 에너지를 주어 계속 나아갈 수 있게 했고, 그래서 저는 여전히 제 삶의 가치를 느낄 수 있었습니다."라고 말했다.그의 가수 경력에서 대부분의 곡은 완비 뚜언아인 자신이 작곡했다.
1. 쩌 엠 (English: For You[d])
2. 뜬 응아이 꾸아 (English: Day By Day)
3. 즈 바오 짜이 띰 (English: Forecast My Heart)
4. 쭈옌 띤 지오 (English: Wind Love Story)
5. Loving You
6. 러이 예우 (English: Say Love)
7. 응아이 낭 벤 짜이 (English: Sunny Day Next To Me)
8. 디에우 으억 쩌 므아 쑤언 (English: Wishes For The Spring)
9. 브억 짠 므아 투 (English: Autumn Footsteps)
10. 붓 맛 (English: Slip Away)
11. 동 트 꾸오이 (English: The Last Letter)
12. 하이 띤 잣 (English: Just Wake Up)
13. Let Go
14. 밧 더우 뜨 못 껫 툭 (English: Starting From The End)
15. Together Forever
16. 브엇 접 (English: Slide The Slope)
17. 짭 깐 (English: Fly To The Sky)
18. 깜 언 (English: Thank You)
19. 밧 송 깜 쑤억 (English: Catch The Emotions)
20. 저우 벳 (English: Love Trace)
21. 화 껀 므아 (English: The Cold Rain)
22. 파이 람 테 나오 (English: What Should I Do)
23. 띰 터이 (English: Found It)
24. 텃 롱 아인 씬 로이 (English: Honestly I'm Sorry)
25. 꺼 호이 다인 러이 (English: Lost The Chance)
26. 껀 몽 쩌 찌 (English: Still Waiting For You)
27. 띡 딱 (English: Tick Tack)
28. 똣 흔 쩌 쭝 따 (English: Better For Us)
29. 누 끄어이 껀 마이 (English: Be Happy Always Smile)

## 필모그래피
| 연도      | 제목                  | 역할         | 비고                      |
| TV 시리즈 | TV 시리즈             | TV 시리즈    | TV 시리즈                 |
| --------- | --------------------- | ------------ | ------------------------- |
| 2009      | 아오 끄어이 티엔 드엉 | 타인 푹 가수 | "담 끄어이 싸오" 에피소드 |
| 영화      |                       |              |                           |
| 2010      | 봉 마 혹 드엉         | 민 꿘        |                           |

응우옌 꽝 후이 감독이 2016년 12월 31일에 개봉한 영화 짱 짜이 남 어이는 완비의 전 매니저 리 민 뚱이 완비 뚜언아인의 삶에 대해 쓴 자서전 《밧 더우 뜨 못 껫 툭》을 기반으로 한다.

## 수상
- 호찌민 영화제 "인상적인 얼굴" 콘테스트 (2005)
- VTM "핫 V틴 2006"
- 란 송 싸인 유망 가수 (2009)
- 2013년 12월 16일, 완비의 노래 "깜 언"이 "가장 좋아하는 노래를 가진 10대 작곡가" 상을 받았다.

## 내용주
1. ↑  완비는 이 노래를 고아들을 위해 썼지만 많은 사람들이 이 노래를 사랑 노래라고 생각한다고 밝혔다(완비 뚜언아인 자서전 – Bắt đầu từ một kết thúc, 40페이지, 기자 리 민 뚱, Hội Nhà Văn 출판사).
2. ↑  완비 뚜언아인 자서전 – Bắt đầu từ một kết thúc, 71페이지, 기자 리 민 뚱, Hội Nhà Văn 출판사
3. ↑  완비 뚜언아인 자서전 – Bắt đầu từ một kết thúc, 267페이지, 기자 리 민 뚱, Hội Nhà Văn 출판사
4. ↑  완비 뚜언아인은 2009년 니콜 아센시오와 함께 이 곡의 영어 버전을 공연한 적이 있다.